# KZ Riga-Kaiserwald

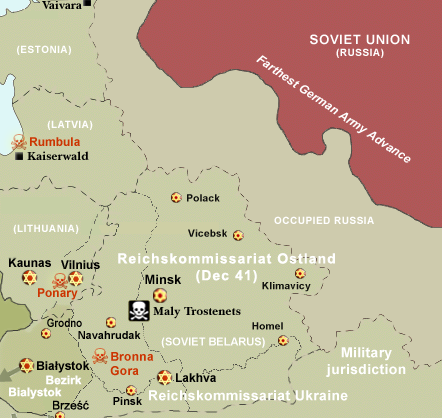
Ghettos und Orte der Vernichtung im Reichskommissariat Ostland

Das Konzentrationslager Kaiserwald war ein nationalsozialistisches Konzentrationslager in Lettland, im Norden Rigas, Stadtteil Mežaparks (deutsch: Kaiserwald).

## Betrieb
Das Konzentrationslager Riga-Kaiserwald wurde am 15. März 1943 auf Veranlassung der Inspektion der Konzentrationslager errichtet, ab April unter dem Kommando des KZ-Kommandanten Albert Sauer. Etwa 15.000 jüdische KZ-Häftlinge durchliefen dieses Lager, die in den KZ-Außenlagern eingesetzt wurden.
Insbesondere wurden hier ab Juni 1943 die Überlebenden des Rigaer Ghettos und der Ghettos von Liepāja, Daugavpils und Vilnius interniert. 
Zu den ersten Insassen des KZ zählten auch einige hundert Sträflinge aus Deutschland. Nach der Besetzung Ungarns durch die Deutschen wurden ungarische Juden nach Kaiserwald verbracht, ebenso eine Anzahl von Juden aus dem Ghetto in Łódź. Im Mai 1944 waren 11.878 Gefangene im Stammlager und seinen Außenlagern registriert, davon 6.182 Männer und 5.696 Frauen. 95 Lagerinsassen galten als „Nichtjuden“.
Im Unterschied zu Auschwitz oder Treblinka war Kaiserwald kein Vernichtungslager. Deutsche Unternehmen, hauptsächlich die AEG, setzten zahlreiche Frauen aus Kaiserwald als Zwangsarbeiterinnen für die Produktion ihrer elektrischen Geräte ein.

### KZ-Außenlager
Für die Organisation der Zwangsarbeit wurden die KZ-Außenlager in Riga am Balastdamm (18. August 1943 bis 7. August 1944), in den Dünawerken (18. August 1943 bis 1. Juli 1944), im Heereskraftfahrzeugpark (18. August 1943 bis 6. August 1944) und dessen Außenstelle in der Hirtenstraße (31. Januar 1944 bis 6. August 1944) eingerichtet. Weitere ab dem 18. August 1943 eingerichtete Außenlager befanden sich in Riga Lenta, Riga Mühlgraben, Riga Strasdenhof in der Widzemer Chaussee und bei der Rigaer Reichsbahn. In Riga Spilwe wurde ein Außenkommando bereits ab dem 5. Juli 1943 eingesetzt, in Riga Strasdenhof in der Widzemer Chaussee von der AEG bereits ab dem 1. August 1943, ab dem 1. Juni 1944 dann auch in der dortigen Anodenwerkstatt.

### KZ-Außenlager Riga Lenta (SD-Werkstätte)
Das KZ-Außenlager „Riga Lenta (SD-Werkstätte)“ wurde von Eduard Roschmann geleitet, dem „Schlächter von Riga“, der vorher bereits das Kommando im Ghetto Riga geführt hatte. Nach der deutschen Kapitulation floh er mit Hilfe der italienischen Caritas und eines gefälschten argentinischen Reisepasses über Genua nach Argentinien, eine der sogenannten Rattenlinien. Dort baute er sich eine neue Existenz unter dem Namen Federico Wegener auf.

## Räumung
Wegen des Vorrückens der Roten Armee auf die baltischen Länder wollte das Sonderkommando 1005 unter Walter Helfsgott die Massenmorde für die Endlösung im Raum Riga vertuschen. Zwei jüdische Häftlingsgruppen zu je 30 Mann mussten von Mai bis September 1944 die Massengräber in den Wäldern von Rumbula und Bikernieki ausheben, die Leichen verbrennen, sowie Asche und Knochen verstreuen. Nachdem diese Arbeit getan war, wurden sie erschossen.

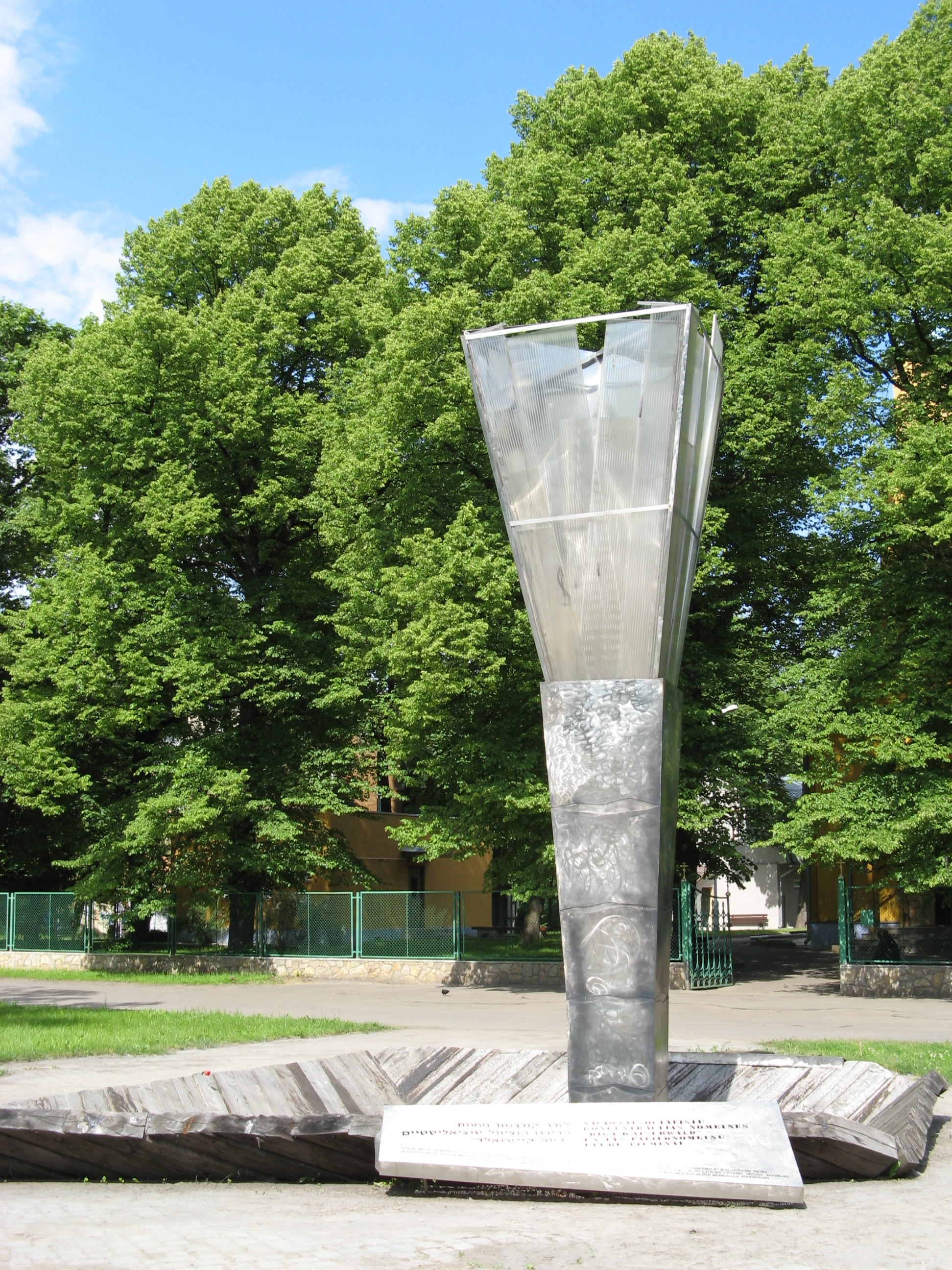
Denkmal für die ehemaligen Häftlinge des KZ Riga-Kaiserwald (Foto 2012)

Ende Juni 1944 begann die SS, das Konzentrationslager zu „evakuieren“ und die Gefangenen im September 1944 ins KZ Stutthof im Gau Danzig-Westpreußen zu bringen. Der Täter-Begriff „evakuieren“ beinhaltete Abtransport oder Massenmord an den Häftlingen. Nicht transportfähige Häftlinge wurden erschossen. Insbesondere wurden Juden ermordet, die auch nur im geringsten Maße „straffällig“ geworden waren, oft auch Minderjährige und Menschen über 30 Jahre.
Am 24./25. September 1944 wurden nochmal 3155 Gefangenen nach Danzig verschifft, am 11. Oktober 1944 verließ ein letztes kleines Aufräumkommando das KZ. Die Rote Armee befreite das Gelände am 13. Oktober 1944.

## Denkmal
Das KZ Riga-Kaiserwald wurde in den Nachkriegsjahren mit Wohnhäusern überbaut. Am 29. Juni 2005 wurde in Erinnerung an das KZ Riga-Kaiserwald auf dem ehemaligen KZ-Gelände ein Denkmal ⊙ der Bildhauerin Solveiga Vasiljeva enthüllt (s. Foto).